# Alemanha nos Jogos Olímpicos de Verão de 1912
A Alemanha nos Jogos Olímpicos de Verão de 1912 em Estocolmo, na Suécia, participou representada por 185 atletas, sendo 180 homens e 5 mulheres, que disputaram 69 modalidades em 14 esportes distintos. Os atletas alemães conquistaram um total de 25 medalhas, sendo 5 de ouro, treze de prata e sete de bronze, ficando em 6º lugar no quadro de medalhas da competição.

## Medalhistas

### Ouro
- Paul Günther — Salto
- Albert Arnheiter, Hermann Wilker, Otto Fickeisen, Rudolf Fickeisen e Karl Leister — Remo
- Walter Bathe — Natação
- Walter Bathe — Natação
- Dorothea Köring e Heinrich Schomburgk — Tênis

### Prata
- Hans Braun — Atletismo, 400m rasos masculino
- Hans Liesche — Atletismo, Salto em altura masculino
- Albert Zürner — Salto, Plataforma de 10m masculino
- Hans Luber — Salto
- Friedrich von Rochow — Hipismo, Competição Individual
- Friedrich von Rochow, Richard Graf von Schaesberg-Tannheim, Eduard von Lütcken e Carl von Moers — Hipismo, Competição por time
- Rabod von Kröcher — Hispismo, Saltos Individual
- Alfred Goeldel — Tiro
- Otto Fahr — Natação, 100m costas masculino
- Wilhelm Lützow — Natação, 200m costas masculino
- Wally Dressel, Louise Otto, Hermine Stindt e Grete Rosenberg — Natação, revezamento feminino 4x100m etilo livre
- Dorothea Koring — Tenis
- Georg Gerstäcker — Lutas, Greco-Roman peso pena.

### Bronze
- Kurt Behrens — Salto
- Sigismund Freyer, Wilhelm von Hohenau, Ernst Deloch e Príncipe Frederico Carlos da Prússia — Hispismo, Salto por equipe
- Otto Liebing, Max Bröske, Fritz Bartholomae, Willi Bartholomae, Werner Dehn, Rudolf Reichelt, Hans Matthiae, Kurt Runge e Max Vetter — Remo, Oito Homens
- Erich Graf von Bernstorff, Franz von Zedlitz und Leipe, Horst Goeldel, Albert Preuß, Erland Koch e Alfred Goeldel — Tiro
- Paul Kellner — Natação, 100m costas masculino
- Paul Malisch — Natação, 200m costas masculino
- Oscar Kreuzer — Tenis